# Getsu Fūma Den
Getsu Fūma Den (月風魔伝?  lit. "La Leyenda de Getsu Fūma") es un videojuego de rol de acción de Konami para Nintendo Entertainment System publicado el 7 de julio de 1987. Este juego nunca fue lanzado fuera de Japón, aunque los aficionados a la emulación han traducido el juego al inglés. Una secuela titulado Getsu Fūma Den: Undying Moon, fue programado por lanzar para la plataforma Steam a través del acceso anticipado en mayo de 2021 y Nintendo Switch en 2022. 

## Detalles de la Trama
el primer año de la era del Demonio (魔暦元年 Mareki Gan-nen) el señor demonio Ryūkotsuki (龍骨鬼) escapó del infierno y planeó conquistar el mundo de la superficie reinados por los tres hermanos Getsu (月氏三兄弟 Getsu-shi San Kyōdai) los hermanos Getsu lucharon contra Ryūkotsuki, cada uno empuñando una de las tres Espadas Pulsantes Espirituales (波動剣 Hadōken) que fueron pasados por el clan por generaciones. Sin importar sus esfuerzos, los hermanos fueron derrotados por el demonio y solamente Fūma (風魔) el más joven de los tres, sobrevivió. Jurando la venganza del asesinato de sus hermanos, Fūma se aventura en Kyōki-tō (狂鬼島 Isla del Demonio Loco) para recuperar las tres Espadas Pulsantes robadas e invocar a los espíritus de sus hermanos para derrotar a Ryukotsuki.

## Otras apariciones/Juegos relacionados
- Konami Wai Wai World - un juego de plataformas horizontal lanzado para la Famicom en 1988 y para teléfono celular en 2006 incluyendo varios personajes de Konami. El juego incluye a Fūma como un personaje jugable, como también un nivel modelado después de la Isla Kyōki llamada Jigoku. Fūma también aparece en la secuela de 1991, Wai Wai World 2, junto con Ryūkotsuki.
- Jikkyō Power Pro Wrestling '96: Max Voltage - un juego de Lucha libre profesional para la Super Famicom lanzada en 1996. El juego incluye un Establo llamado WWK, el cual consiste de luchadores modelados después de personajes de Konami como El Grandioso Getsufūma (The G・月風魔?)
- Yu-Gi-Oh! Trading Card Game - un juego de cartas coleccionable basado en el manga. Fūma y Ryūkotsuki (renombrados como Getsu Fuhma y Ryu Kokki respectivamente) tuvieron sus propias cartas, apareciendo en Yu-Gi-Oh! 7 Trials to Glory: World Championship Tournament 2005 en 2004, Yu-Gi-Oh! GX: Duel Academy en 2005, Yu-Gi-Oh! Ultimate Masters: World Championship 2006 y Yu-Gi-Oh! GX Tag Force en 2006, Yu-Gi-Oh! Duel Links en 2017 y Yu-Gi-Oh! Master Duel en 2022.
- Pop'n Music 18: Sengoku Retsuden - un Capítulo del 2010 en la serie de juego musical rítmico lanzado para arcade. Fūma aparece en la animación del fondo para el tema "Go! Getsu Fuma", una mezcla de música adaptada basada en Getsu Fūma Den.
- Castlevania: Harmony of Despair - un juego descargable lanzado para la consola Playstation 3 y Xbox 360 de la saga de Castlevania. Presenta contenido descargable (DLC) basado en el juego Getsu Fūma Den; el mismo Fūma es un personaje jugable, además de un nivel llamado "La leyenda de Fuma" el cual usa el mismo estilo gráfico que el juego de Famicom. Fuma tiene la mayoría de los ataques que él usaba en su juego original como el trompo diabólico, el Tambor de Guerra, los Explosivos, las Estrellas Ninja y las Espada Pulsante. Este nivel es uno de los más difíciles del juego, además es el que da el botín más valioso, la armadura del mismo Fuma, Anillos Raros y del Caos, el alma de Ryūkotsuki, entre otras más. Esta fue la primera vez en que los personajes de Getsu Fūma Den hicieran una aparición en un juego lanzado en el oeste, por lo tanto a muchos de los enemigos y ítems les dieron nombres localizados en la versión en inglés..
- Otomedius Excellent - un Juego Spin-off en la serie de Gradius de Konami, lanzado para la consola Xbox 360 en 2011, haciendo aparición niñas jóvenes quienes se pueden transformar en naves espaciales. El juego incluye una heroína basada en Fūma, con el nombre de Gesshi Hanafūma. Además el Jefe del nivel 3 es una versión femenina del némesis de Fūma, Ryūkotsuki.
- Monster Retsuden Oreca Battle - un juego de cartas intercambiables distribuido en Japón de manera exclusiva en 2012. Fūma aparece como un Jefe.
- Super Smash Bros. Ultimate - en el popular juego de peleas crossover de Nintendo conocido como el más grande en la historia de los videojuegos, hay una canción disponible llamada "Go Getsu Fūma" un nuevo remix. el cual se encuentra en el escenario del castillo de Drácula.